# Markow-Näherung
Als Markow-Näherung (nach Andrei Andrejewitsch Markow) bezeichnet man eine Näherungsmethode der Quantenoptik. In der Markow-Näherung geht man davon aus, dass ein Reservoir, an das ein quantenmechanisches System gekoppelt ist, nach der Kopplung instantan in seinen Ausgangszustand zurückkehrt. Anschaulich hat das Reservoir damit kein „Gedächtnis“ und verhält sich sehr schnell wieder so, als hätte die Wechselwirkung mit dem angekoppelten System überhaupt nicht stattgefunden.
Die Markow-Näherung wird beispielsweise bei der Bestimmung der Mastergleichung von gedämpften harmonischen Oszillatoren verwendet. Außerdem ist sie eine nützliche Annahme für die numerische Berechnung von quantenphysikalischen Vorgängen in diskreten Zeitschritten (engl. coarse graining).

## Herleitung

### Grundlagen
Dieser Abschnitt behandelt ein quantenmechanisches System (Index S) und ein Reservoir (Index R) sowie die Wechselwirkung zwischen beiden (Index SR). Die Dynamik des Gesamtsystems wird mit einem Hamilton-Operator {\displaystyle H} beschrieben, der sich aus den einzelnen Hamiltonians des Systems und des Reservoirs sowie einem Wechselwirkungs-Hamiltonian zusammensetzt:
{\displaystyle H=H_{S}+H_{R}+H_{SR}}
Der Dichteoperator des Gesamtsystems ist {\displaystyle \chi }. Der Dichteoperator {\displaystyle \rho } des einzelnen Systems und der des Reservoirs {\displaystyle R} sind durch Bildung der Partialspur über die Freiheitsgrade des Reservoirs bzw. des angekoppelten Systems bestimmt:
{\displaystyle \rho =\operatorname {Spur} _{R}(\chi )}
{\displaystyle R=\operatorname {Spur} _{S}(\chi )}
Die Zeitentwicklung von {\displaystyle \chi } wird durch die Von-Neumann-Gleichung beschrieben:
{\displaystyle {\dot {\chi }}={\frac {\partial \chi }{\partial t}}={\frac {1}{\mathrm {i} \hbar }}[H,\chi ]}

### Übergang ins Wechselwirkungsbild
Nun transformiert man die Von-Neumann-Gleichung ins Wechselwirkungsbild (gekennzeichnet durch Tilden {\displaystyle {\tilde {}}}), indem man den unitären Zeitentwicklungsoperator {\displaystyle U} anwendet.
{\displaystyle {\dot {\tilde {\chi }}}=\overbrace {e^{\mathrm {i} /\hbar \left(H_{S}+H_{R}\right)t}} ^{U^{\dagger }}\;{\dot {\chi }}\;\overbrace {e^{-\mathrm {i} /\hbar \left(H_{S}+H_{R}\right)t}} ^{U}}
Die unitäre Transformation beim Übergang ins Wechselwirkungsbild absorbiert quasi die schnelle Zeitentwicklung aufgrund der ungestörten Terme {\displaystyle H_{S}} und {\displaystyle H_{R}}, sodass lediglich die Kopplung von System und Reservoir für die zeitliche Entwicklung von {\displaystyle {\tilde {\chi }}} verantwortlich ist. Weil {\displaystyle U} eine Funktion von {\displaystyle H_{S}+H_{R}} ist, kommutiert {\displaystyle U} mit {\displaystyle H_{S}+H_{R}}; jedoch nicht mit {\displaystyle H_{SR}}. Daraus folgt:
{\displaystyle {\dot {\tilde {\chi }}}={\frac {1}{\mathrm {i} \hbar }}\left[{\tilde {H}}_{SR},{\tilde {\chi }}\right]}
Diese Differentialgleichung lässt sich formal durch
{\displaystyle {\tilde {\chi }}(t)=\chi (0)+{\frac {1}{\mathrm {i} \hbar }}\int _{0}^{t}\left[{\tilde {H}}_{SR}(\tau ),{\tilde {\chi }}(\tau )\right]\mathrm {d} \tau }
lösen und wird wieder in die Von-Neumann-Gleichung eingesetzt:
{\displaystyle {\dot {\tilde {\chi }}}={\frac {1}{\mathrm {i} \hbar }}\left[{\tilde {H}}_{SR}(t),{\tilde {\chi }}(0)\right]-{\frac {1}{\hbar ^{2}}}\int _{0}^{t}\left[{\tilde {H}}_{SR}(t),\left[{\tilde {H}}_{SR}(\tau ),{\tilde {\chi }}(\tau )\right]\right]\mathrm {d} \tau }
Mit einem weiteren Iterationsschritt erhält man folgende immer noch exakte Lösung für {\displaystyle {\tilde {\chi }}(t)}.
{\displaystyle {\tilde {\chi }}(t)={\tilde {\chi }}(0)+{\frac {1}{\mathrm {i} \hbar }}\int _{0}^{t}\left[{\tilde {H}}_{SR}(\tau ),{\tilde {\chi }}(0)\right]\mathrm {d} \tau -{\frac {1}{\hbar ^{2}}}\int _{0}^{t}\int _{0}^{\tau }\left[{\tilde {H}}_{SR}(\tau ),\left[{\tilde {H}}_{SR}(\tau '),{\tilde {\chi }}(\tau ')\right]\right]\mathrm {d} \tau '\mathrm {d} \tau }
Aus {\displaystyle {\tilde {\chi }}(t)} lässt sich durch Ausspuren des Reservoirs auch {\displaystyle {\tilde {\rho }}(t)} bestimmen:
{\displaystyle {\begin{aligned}{\tilde {\rho }}(t)&=\operatorname {Spur} _{R}\left({\tilde {\chi }}(t)\right)\\&=\operatorname {Spur} _{R}\left({\tilde {\chi }}(0)\right)+{\frac {1}{\mathrm {i} \hbar }}\int _{0}^{t}\underbrace {\operatorname {Spur} _{R}\left(\left[{\tilde {H}}_{SR}(\tau ),{\tilde {\chi }}(0)\right]\right)} _{=0}\mathrm {d} \tau -{\frac {1}{\hbar ^{2}}}\int _{0}^{t}\int _{0}^{\tau }\operatorname {Spur} _{R}\left(\left[{\tilde {H}}_{SR}(\tau ),\left[{\tilde {H}}_{SR}(\tau '),{\tilde {\chi }}(\tau ')\right]\right]\right)\mathrm {d} \tau '\mathrm {d} \tau \end{aligned}}}

### Annahmen an das Reservoir / Bornsche Näherung
Zur Vereinfachung nimmt man an, dass die Auswirkungen der an das System koppelnden Operatoren des Reservoirs zum Zeitpunkt {\displaystyle t=0} im Mittel keinen  Einfluss auf das Reservoir haben. Der Erwartungswert von {\displaystyle {\tilde {H}}_{SR}} verschwindet also.
{\displaystyle \operatorname {Spur} _{R}\left({\tilde {H}}_{SR}R_{0}\right)=0}
Dies lässt sich zeigen, indem man {\displaystyle {\tilde {H}}_{SR}} wie im folgenden Abschnitt in ein Produkt aus zwei Operatoren zerlegt, von denen einer aus der Spur herausgezogen werden kann. Daraus folgt direkt, dass
{\displaystyle \operatorname {Spur} _{R}\left(\left[{\tilde {H}}_{SR},{\tilde {\chi }}(0)\right]\right)=0}
Des Weiteren nimmt man an, dass sich die Dichtematrix des Gesamtsystems zum Zeitpunkt {\displaystyle \chi (0)=\rho (0)R(0)=\rho (0)R_{0}} faktorisieren lässt. Nun wendet man die Bornsche Näherung an, d. h., man vernachlässigt Beiträge höherer Ordnungen in {\displaystyle {\tilde {H}}_{SR}}:
{\displaystyle {\tilde {\chi }}(t)\approx {\tilde {\rho }}(t)R_{0}+{\mathcal {O}}({\tilde {H}}_{SR})}
So ergibt sich schließlich für die Dichtematrix des Systems:
{\displaystyle {\tilde {\rho }}(t)={\tilde {\rho }}(0)-{\frac {1}{\hbar ^{2}}}\int _{0}^{t}\int _{0}^{\tau }\operatorname {Spur} _{R}\left(\left[{\tilde {H}}_{SR}(\tau ),\left[{\tilde {H}}_{SR}(\tau '),{\tilde {\rho }}(\tau ')R_{0}\right]\right]\right)\mathrm {d} \tau '\mathrm {d} \tau }

### Reservoir-interne Korrelationsfunktionen
Man schreibt den Wechselwirkungs-Hamiltonian {\displaystyle H_{SR}} mit Hilfe von Operatoren {\displaystyle s_{i}}, die nur auf das angekoppelte System wirken und Operatoren {\displaystyle r_{i}}, die nur auf das Reservoir wirken. Somit ist:
{\displaystyle {\tilde {H}}_{SR}=\hbar \sum _{i}{\tilde {s}}_{i}{\tilde {r}}_{i}}
Diesen Ausdruck für {\displaystyle {\tilde {H}}_{SR}} setzt man nun in die letzte Gleichung des vorherigen Abschnittes ein. Dabei ist zu beachten, dass Operatoren, die nur auf dem angekoppelten System wirken, aus der Spur über die Freiheitsgrade des Reservoirs herausgezogen werden können. Des Weiteren nutzt man die Invarianz der Spur unter zyklischen Permutationen aus und erhält somit
{\displaystyle {\begin{aligned}{\tilde {\rho }}={\tilde {\rho }}(0)-\sum _{i,j}\int _{0}^{t}\int _{0}^{\tau }{\Big (}&\left({\tilde {s}}_{i}\left(\tau \right){\tilde {s}}_{j}\left(\tau '\right){\tilde {\rho }}\left(\tau '\right)-{\tilde {s}}_{j}\left(\tau '\right){\tilde {\rho }}\left(\tau '\right){\tilde {s}}_{i}\left(\tau \right)\right){\color {red}\operatorname {Spur} _{R}\left(R_{0}{\tilde {r}}_{i}\left(\tau \right){\tilde {r}}_{j}\left(\tau '\right)\right)}\\+&\left({\tilde {\rho }}\left(\tau '\right){\tilde {s}}_{j}\left(\tau '\right){\tilde {s}}_{i}\left(\tau \right)-{\tilde {s}}_{i}\left(\tau \right){\tilde {\rho }}\left(\tau '\right){\tilde {s}}_{j}\left(\tau '\right)\right){\color {red}\operatorname {Spur} _{R}\left(R_{0}{\tilde {r}}_{j}\left(\tau '\right){\tilde {r}}_{i}\left(\tau \right)\right)}{\Big )}\mathrm {d} \tau '\mathrm {d} \tau \end{aligned}}}
Die rot markierten Ausdrücke sind Korrelationsfunktionen des Reservoirs. Sie hängen nur von der Zeitdifferenz {\displaystyle \Delta \tau =\tau -\tau '} ab und lassen sich in Exponentialfunktionen entwickeln, die mit verschiedenen Frequenzen {\displaystyle \omega _{\mu \nu }} oszillieren.
{\displaystyle {\begin{aligned}\operatorname {Spur} _{R}\left(R_{0}{\tilde {r}}_{i}\left(\tau \right){\tilde {r}}_{j}\left(\tau '\right)\right)&=\operatorname {Spur} _{R}\left(R_{0}{\tilde {r}}_{i}\left(\Delta \tau \right){\tilde {r}}_{j}\left(0\right)\right)\\&=\operatorname {Spur} _{R}\sum _{\mu }\left(p_{\mu }|\mu \rangle \langle \mu |{\tilde {r}}_{i}\left(\Delta \tau \right){\tilde {r}}_{j}\left(0\right)\right)\\&=\sum _{\mu }p_{\mu }\langle \mu |{\tilde {r}}_{i}\left(\Delta \tau \right){\tilde {r}}_{j}\left(0\right)|\mu \rangle \\&=\sum _{\mu }\sum _{\nu }p_{\mu }\left|R_{\mu \nu }\right|^{2}e^{i\omega _{\mu \nu }t}\end{aligned}}}
In der zweiten Zeile wurde hierbei angenommen, dass das Reservoir in einem Eigenzustand von {\displaystyle H_{R}} ist und {\displaystyle R_{0}} somit nur Diagonal-Einträge {\displaystyle p_{\mu }} hat. Dabei ist {\displaystyle R_{\mu \nu }=\langle \mu |r|\nu \rangle } und {\displaystyle \hbar \omega _{\mu \nu }=\hbar \left(\omega _{\mu }-\omega _{\nu }\right)=E_{\mu }-E_{\nu }} die Energiedifferenz zweier Eigenzustände des Reservoirs.

### Durchführen der Markow-Näherung
Die Markow-Näherung besteht nun darin, anzunehmen, dass im Reservoir eine Vielzahl von Energieniveaus vorhanden sind, deren zugeordnete Korrelationsfunktionen destruktiv zu null interferieren, sobald {\displaystyle \Delta \tau } größer ist als die internen Zeitskalen des Reservoirs. Man nimmt an, dass die Korrelationsfunktionen als Deltafunktionen genähert werden können.
{\displaystyle \operatorname {Spur} _{R}\left(R_{0}{\tilde {r}}_{i}(\tau ){\tilde {r}}_{j}(\tau ')\right)\propto \delta \left(\tau -\tau '\right)}
Damit wird das Integral zu einer Faltung mit einer Deltafunktion. Dies hat zur Folge, dass in der letzten Gleichung des vorherigen Abschnittes {\displaystyle \rho (\tau ')} durch {\displaystyle \rho (\tau )} ersetzt werden kann. Anschaulich bedeutet die Näherung mit einer Deltafunktion, dass das Reservoir nach der Ankopplung des Systems instantan in seinen Ausgangszustand zurückkehrt. Dies geschieht auf einer Zeitskala, die wesentlich kürzer ist als die, auf der die relevanten Prozesse des angekoppelten Systems ablaufen. Im Frequenzraum ist die Korrelationsfunktion des Reservoirs somit viel breiter als die des angekoppelten Systems. Diese deutliche Separation zweier Zeitskalen ist die wesentliche Bedingung für die Gültigkeit der Markow-Näherung.
Soll also das Verhalten von {\displaystyle \rho } untersucht werden, so kann man in der Born-Markow-Näherung annehmen, dass das Reservoir nach der Ankopplung des Systems in seinen Ausgangszustand zurückkehrt (Bornsche Näherung) und dies quasi sofort geschieht (Markow-Näherung).